# Пономаренко, Илья Неофитович
Илья́ Неофи́тович Пономаре́нко (2 июня 1909, Ольховатка, Воронежская губерния — 1 января 1953, Ленинград) — советский военный лётчик-бомбардировщик военно-морской авиации. Участник советско-финской и Великой Отечественной войн. Герой Советского Союза (22.07.1944). Подполковник (14.07.1944).

## Биография

Родился в 1909 году в селе Ольховатка (ныне посёлок городского типа, районный центр Воронежской области Российской Федерации) в крестьянской семье. Украинец. Окончил семь классов Ольховатской неполной средней школы и Тамбовский техникум механизации и электрификации сельского хозяйства в 1931 году. До призыва на военную службу работал в колхозе. В 1931 году вступил в ВКП(б).
В ряды Рабоче-Крестьянской Красной Армии И. Н. Пономаренко был призван 30 июня 1932 года и направлен в 9-ю военную школу лётчиков и лётчиков-наблюдателей в Чугуеве. После её окончания в декабре 1933 года он учился на курсах командиров звеньев при 1-й военной школе лётчиков имени А. Ф. Мясникова. С июля 1934 года служил командиром авиационного звена, командиром отряда и помощником командира 31-й авиационной эскадрильи ВВС Балтийского флота. В августе 1938 года переведён младшим инструктором-лётчиком в Управление ВВС Балтийского флота. Во время советско-финской войны И. Н. Пономаренко совершил несколько боевых вылетов на бомбардировку военных объектов противника. Был награждён орденом Красной Звезды. С октября 1940 года служил старшим инспектором-лётчиком Управления ВВС Балтийского флота.
С первых дней Великой Отечественной войны старший инспектор-лётчик И. Н. Пономаренко участвовал в снабжении частей Балтийского флота необходимыми запасными частями и вооружением, совершив за период с июня 1941 года по декабрь 1942 года около 500 рейсов на тыловые заводы. При этом Илья Неофитович успевал вести работу по обучению лётного состава морской авиации технике пилотирования, а также осуществил 13 успешных боевых вылетов на бомбардировку военных объектов противника. В декабре 1942 года в связи с переоснащением минно-торпедных полков новыми самолётами «Бостон» майор И. Н. Пономаренко был направлен в 1-й гвардейский минно-торпедный полк 8-й минно-торпедной авиационной дивизии ВВС Балтийского флота. Работая в должности помощника командира полка по лётной подготовке и воздушному бою, И. Пономаренко сформировал 1-ю и 2-ю эскадрильи полка. Под его руководством и при его личном участии лётчики полка перегнали с сибирских аэродромов около 40 прибывших по Алсибу самолётов «Бостон». Гвардии майор И. Н. Пономаренко лично занимался переучиванием лётного состава полка на новых самолётах. К сентябрю 1943 года он подготовил 23 экипажа, которые включились боевую работу с 10 сентября 1943 года. Вместе с ними Илья Неофитович в сентябре совершил 4 боевых вылета. 14 и 15 сентября 1943 года он участвовал в минировании акватории военно-морских баз противника Хельсинки и Таллин. 16 сентября в составе группы летал на бомбардировку немецких воинских эшелонов на станции Мга. 23 сентября во время крейсерского полёта в районе острова Даго он торпедной атакой пустил на дно вражеский транспорт водоизмещением 6000 тонн.
В феврале 1944 года гвардии майор П. Н. Пономаренко был переведён на должность помощника командира авиационного пола по лётной подготовке и воздушному бою в 51-й минно-торпедный авиационный полк, организация которого началась в составе 8-й минно-торпедной авиационной дивизии ВВС Балтийского флота. Илья Неофитович принимал самое деятельное участие в его формировании. Вместе со штурманом пока Г. А. Завариным, он разработал и внедрил эффективную тактику топ-мачтового бомбометания с помощью четырёхсамолётного звена, состоявшего из двух том-мачтовиков и двух торпедоносцев, которую впоследствии успешно применяли лётчики морской авиации. Оценивая эффективность этого метода командир полка И. Ф. Орленко впоследствии писал: 

…отдаленность от аэродрома не позволяет применять штурмовики для подавления зенитных средств противника при атаке конвоя, остается единственный выход — использовать для этого свои самолёты-топмачтовики. Да, экипаж топмачтовика первым принимал на себя всю мощь огня боевых кораблей охранения, а также транспортов, на которые немцы устанавливали автоматические пушки «эрликоны», обладавшие высокой скорострельностью. Трудно, не видя собственными глазами, представить себе весь этот огненный ад, в который командир топмачтовика должен, не дрогнув, бросить свой самолёт. Но другого выхода не было… Только топмачтовик, искусно маневрируя, мог огнём своих крупнокалиберных пулемётов и бомбами подавить вражеский зенитный огонь или уничтожить корабли охранения и тем обеспечить выход следующего за ним торпедоносца для нанесения решающего торпедного удара. Такая тактика заставляла изменить и боевой порядок. И хотя до конца войны штатной единицей в минно-торпедной авиации все ещё оставалось звено трехсамолетного состава, мы действовали звеном из четырёх самолётов: двух торпедоносцев и двух топмачтовиков. Так родилась эта тактика, эта схема, утверждавшаяся и не раз оправдывавшаяся в последующих жарких схватках на морских коммуникациях. И до самой Победы мы с благодарностью за это вспоминали её творцов — наших однополчан Григория Антоновича Заварина и Илью Неофитовича Пономаренко.
— И. Ф. Орленко. Крылатые торпедоносцы.
К лету 1944 года полк включился в боевую работу. В ночь с 22 на 23 июня 1944 года майор И. Н. Пономаренко топ-мачтовым ударом потопил немецкий миноносец Z-29 типа «Теодор-Ридель» в порту Палдиски. 5 июля 1944 года группа бомбардировщиков и торпедоносцев на рейде у посёлка Азери в Нарвском заливе потопила 3 сторожевых корабля, один из которых на счету экипажа Пономаренко. В тот же день в Нарвском заливе Илья Неофитович бомбовым ударом повредил немецкий транспорт. В ночь на 16 июля 1944 года он участвовал в операции по минированию магнитными донными минами устья Западной Двины.
Активизация действий советской морской авиации и военно-морского флота на Балтике существенно повысили значимость военно-морской базы Котка как ремонтной базы Кригсмарине и финских ВМС. Однако рейд порта требовал серьёзного усиления противовоздушной обороны. С этой целью немецкое командование направило в Котку плавучую зенитную батарею «Ниобе». Советские самолёты-разведчики обнаружили корабль ещё 8 июля 1944 года в Хельсинки, но вследствие плохих погодных условий и удачной маскировки крейсер ПВО был ошибочно идентифицирован как финский броненосец береговой охраны «Вяйнямёйнен». Первая попытка его уничтожения была предпринята 12 июля 1944 года. 30 бомбардировщиков Пе-2 атаковали «Ниобе» на рейде Котки, однако из-за плотного зенитного огня ни одна бомба не попала в цель. Это заставило командование ВВС Балтийского флота разработать специальную операцию по уничтожению корабля, в которой приняло участие 132 самолёта. Ударную группу составляли 4 лучших экипажа топ-мачтовых бомбардировщиков «Бостон», ведомые майором И. Н. Пономаренко. 16 июля 1944 года первыми Котки достигли истребители 4-го гвардейского истребительного полка, которые заблокировали финский аэродром. Затем по крейсеру нанесли удар две группы пикирующих бомбардировщиков подполковника В. И. Ракова. Две авиабомбы ФАБ-250 попали точно в корабль, ещё 12 разорвались в зоне поражения цели. В результате «Ниобе» начал крениться на правый борт и практически перестал вести огонь. Третья группа Пе-2 без бомбовой нагрузки имитировала пикирование, отвлекая огонь береговых зенитных батарей на себя. Под их прикрытием группа Пономаренко, маневрируя между островами и портовыми сооружениями на бреющем полёте, вышла точно на цель и сбросила четыре ФАБ-1000, две из которых попали в корабль. После сильного взрыва «Ниобе» затонул. Потери экипажа плавучей батареи составили 63 человека убитыми и пропавшими без вести. Ещё 83 моряка получили ранения.

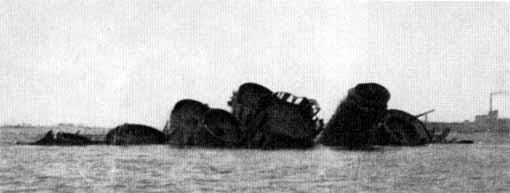
Потопленный крейсер «Ниобе»

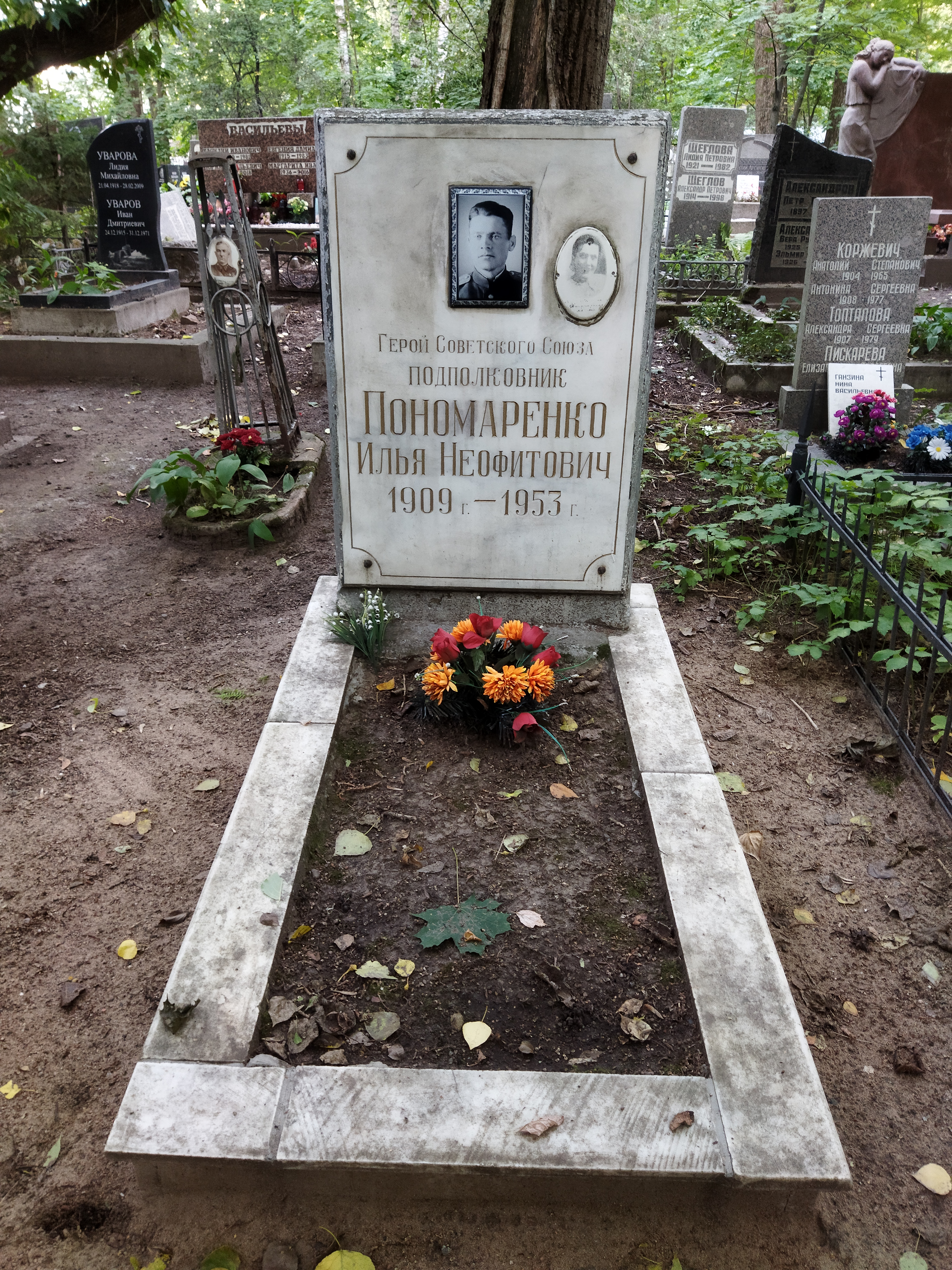
Могила И. Н. Пономаренко на Большеохтинском кладбище в Санкт-Петербурге

Всего к середине июля 1944 года помощник командира 51-го минно-торпедного авиационного полка П. Н. Пономаренко совершил 57 боевых вылетов на бомбардировку военных объектов противника и постановку мин.
Указом Президиума Верховного Совета СССР от 22 июля 1944 года майору Пономаренко Илье Неофитовичу присвоено звание Героя Советского Союза с вручением ордена Ленина и медали «Золотая Звезда».
За несколько дней до этого указа он получил звание подполковника. В конце июля 1944 года 51-й минно-торпедный авиационный полк был выведен на переформирование, а подполковник И. Н. Пономаренко переведён на должность начальника лётной инспекции Управления ВВС Балтийского флота. В этой должности служил до ноября 1945 года, передавая свои знания и боевой опыт молодым лётчикам. К 9 мая 1945 года имел на боевом счету 59 боевых вылетов.
Окончил Академические курсы офицерского состава при Военно-морской академии имени К. Е. Ворошилова (1946). Однако практически сразу после их окончания в сентябре 1946 года И. Н. Пономаренко был уволен в запас.
Жил и работал в Ленинграде. 1 января 1953 года на сорок четвёртом году жизни И. Н. Пономаренко скончался. Похоронен в городе Санкт-Петербурге на Большеохтинском (Георгиевском) кладбище.

## Награды
- Медаль «Золотая Звезда» Героя Советского Союза (22.07.1944[3]);
- орден Ленина (22.07.1944);
- три ордена Красного Знамени (14.01.1943[4][5]; 02.10.1943[6]; 04.05.1945[7]);
- орден Красной Звезды (21.04.1940);
- медали, в том числе:
  - медаль «За боевые заслуги» (03.11.1944[8]);
  - медаль «За оборону Ленинграда» (1943);
  - медаль «За взятие Кёнигсберга» (1945).

## Память

Бюст в Ольховатке

- Мемориальная доска в честь Героя Советского Союза И. Н. Пономаренко установлена на здании Филиала № 1 областного государственного образовательного учреждения начального профессионального образования профессионального училища № 56 в посёлке Ольховатка Воронежской области.
- Имя Героя Советского Союза И. Н. Пономаренко внесено в почётную летопись Петроградского района города Санкт-Петербурга.
- В Ольховатке установлен бюст героя.

## Документы
- Общедоступный электронный банк документов «Подвиг Народа в Великой Отечественной войне 1941—1945 гг.» Дата обращения: 27 октября 2012. Архивировано из оригинала 13 марта 2012 года.
- ЦВМА, фонд 122, дело 26305. Дата обращения: 27 октября 2012.
- Справка о прохождении службы с 1932 по 1944 год на основании материалов личного дела И. Н. Пономаренко. // ОБД [Память народа].